# Bento Luís Ferreira Carmo
Bento Luís Ferreira Carmo ComNSC (10 de Julho de 1798 - Braga, São Paio de Merelim, 15 de Março de 1879), 1.º Visconde de Ruães, foi um empresário agrícola, industrial e comercial português.

## Família
Filho de lavradores modestos.

## Biografia
Era Comerciante da Praça do Porto e prestou grandes serviços à Causa Liberal durante o Cerco.
Foi o Fundador duma fábrica de papel em Ruães, numa Quinta que possuía próximo da Ponte do Prado sobre o Rio Cávado, cuja ação hidráulica utilizou. Sucedeu-lhe na gerência da Fábrica uma Companhia da qual era principal acionista seu sobrinho Eduardo Luís Ferreira Carmo. Em 1878, após um desastre financeiro da Empresa, apesar da montagem modelar da dita fábrica por técnicos Ingleses mandados vir expressamente pelo seu Fundador, mudou de Proprietários.
Era Comendador da Real Ordem Militar de Nossa Senhora da Conceição de Vila Viçosa.
O título de 1.º Visconde de Ruães foi-lhe concedido por Decreto de D. Luís I de Portugal de 25 de Setembro de 1872.

## Casamento
Casou a 16 de Fevereiro de 1876 com Ana Carolina Jácome de Sousa Pereira de Vasconcelos (3 de Outubro de 1827 - Julho de 1905), filha de Fernando Jácome de Sousa Pereira de Vasconcelos, Senhor da Nobre Casa do Avelar em Braga, e de muitos Vínculos, e de sua mulher Maria Isabel de Abreu e Lima Correia Pimenta Feijó, sem geração.